# Акуца
Акуца (груз. აქუცა) — село в Грузии, на территории Кедского муниципалитета Аджарии.

## География
Село находится в юго-западной части Грузии, на левом берегу реки Аджарисцкали, на расстоянии приблизительно одного километра к востоку от посёлка городского типа Кеда, административного центра муниципалитета. Абсолютная высота — 551 метр над уровнем моря.

## Население
По результатам официальной переписи населения 2014 года в Акуце проживало 262 человека (133 мужчины и 129 женщин).
| Год  | Население, человек |
| ---- | ------------------ |
| 2002 | 389                |
| 2014 | ↘ 262              |